# Carlo Zucchi
Carlo Zucchi, italijansko-francoski general, * 10. marec 1777, † 19. december 1863.